# Bouça Cova
Bouça Cova is een plaats (freguesia) in de Portugese gemeente Pinhel en telt 155 inwoners (2001).